# Conservazione del catasto terreni
La conservazione del catasto terreni è la fase che ingloba tutte le operazioni necessarie per l'aggiornamento dei documenti catastali.

## Variazioni soggettive o voltura catastale
Le variazioni soggettive o mutazioni che sono quelle che permettono il trasferimento di una  particella da una partita all'altra; la voltura catastale che è una serie di atti e operazioni con le quali si mettono in evidenza variazioni che avvengono in seguito a compravendita, usucapione, espropriazione…, successione o ancora per Riunione di Usufrutto, quando l'usufrutto cessa la sua efficazia per causa di morte del usufruttuario, per esempio.
Si inizia compilando la domanda di volture, essa può essere cartacea oppure telematica, unitamente alla rispettiva nota e ad essa vanno allegati:
- Copia in carta libera del documento traslativo con annotazione degli estremi della registrazione all'ufficio del registro;
- Certificati catastali degli immobili trasferiti;
- Quando i trasferimenti diano luogo a suddivisione di qualche  particella, copia conforme all'originale del tipo di frazionamento approvato in data non anteriore ai sei mesi;
- Per le Volture di successioni ereditarie, copia della Successione, Dichiarazione di non esistenza in vita della persona deceduta (ex certificato di morte), visure catastali dei beni.

## Le variazioni oggettive
Vengono accertate tramite:
Le verificazioni che consentono all'ufficio di prender atto direttamente delle variazioni intervenute nello stato dei possessori e possono essere:
- Ordinarie o lustrazioni sono quinquennali e avvengono a spese dello Stato;
- Straordinarie avvengono in caso sia ritenuto necessario dallo Stato o in caso di revisione generale di intere zone o di singoli Comuni e a spese dei possessori;
- D'Ufficio che vengono istituite dall'Ufficio tecnico erariale di propria iniziativa.

La denuncia di variazione che deve essere presentata dal possessore nel caso in cui le colture effettuate sul fondo non corrispondono a quelle risultanti a Catasto (qualità, classe, superficie) con conseguente variazione delle tariffe.